# Liphistius yangae
Liphistius yangae är en spindelart som beskrevs av Norman I. Platnick och Sedgwick 1984. Liphistius yangae ingår i släktet Liphistius och familjen ledspindlar. Inga underarter finns listade i Catalogue of Life.